# Otvoreno stablo života
Otvoreno stablo života je onlajn filogenetsko stablo života – zajednički napor, koji finansira Nacionalna naučna fondacija. Prvi nacrt, uključujući 2,3 miliona vrsta, objavljen je u septembru 2015. godine. Interaktivni grafikon omogućava korisniku da zumira taksonomske klasifikacije, filogenetska stabla i informacije o čvoru. Klikom na vrstu vraća se izvorna i referentna taksonomija.

## Pristup
Projekat koristi pristup superstabla da generiše jedno filogenetsko stablo (dostupno na tree.opentreeoflife.org iz sveobuhvatne taksonomije i anotiranog skupa objavljenih filogenetskih procena.
Taksonomija je kombinacija nekoliko velikih klasifikacija koje su proizveli drugi projekti; kreira se pomoću softverskog alata koji se zove „smašer“. Dobijena taksonomija se naziva taksonomija otvorenog stabla (OTT) i može se pretraživati na mreži.